# Judy Mowatt

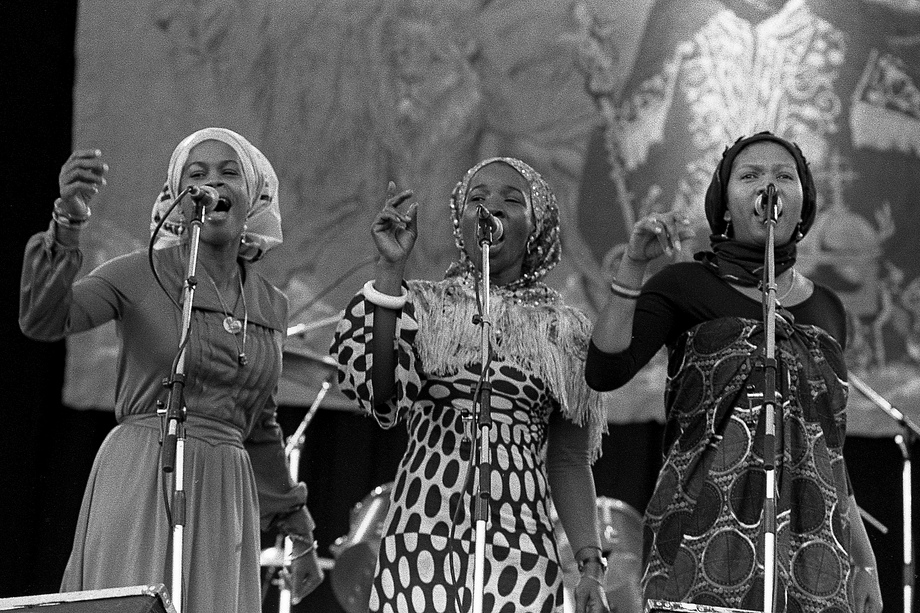
De I Threes, met links Judy Mowatt

Judy Mowatt (Kingston, 1953) is een reggaezangeres uit Jamaica.
Mowatt begon haar zangcarrière in 1967 bij The Gaylettes. Nadat deze band in 1970 werd ontbonden zong ze solo onder de namen Julie-Ann, Julien en Jean.
Haar grote doorbraak kwam in 1974, toen ze door Bob Marley werd uitgekozen om in zijn achtergrondkoor de I Threes te zingen. Dit deed ze samen met Bobs vrouw Rita Marley en Marcia Griffiths, die Mowatt eerder had leren kennen bij een gezamenlijke opname in de beroemde Studio One.
Na de dood van Bob Marley in 1981 viel I Threes uit elkaar en ging Mowatt weer solo verder. Zij werkte onder andere samen met Sly Dunbar en Robbie Shakespeare en nam een aantal platen op. In de jaren negentig bekeerde ze zich tot het christendom en ze zingt tegenwoordig gospelmuziek.
Judy Mowatt heeft een kind met reggaezanger Freddie McGregor.